# Décès en 1411
Décès
- 1407
- 1408
- 1409
- 1410
- 1411
- 1412
- 1413
- 1414
- 1415

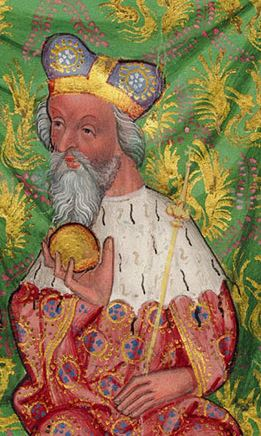
Jobst de Moravie, mort en 1411.

Cette page dresse une liste de personnalités mortes au cours de l'année 1411 :
- janvier :
  - Jacques de Nouvion, clerc et diplomate français.
  - Gilles Mallet, premier garde de la Librairie royale.
- 18 janvier : Jobst de Moravie, margrave de Moravie, margrave de Brandebourg, duc engagé du Luxembourg et roi de Germanie.
- 15 février : Corrado Caraccioli, dit le cardinal de Mileto, cardinal italien.
- 17 février : Suleyman Bey, aîné des cinq fils du sultan Bayezid Ier et l'un des prétendants au trône au cours de l'« interrègne ottoman ».
- 31 mars : Daniele de Ungrispach, bienheureux de l'Église catholique romaine.
- 12 avril : Robert Ier de Bar, marquis de Pont-à-Mousson et comte puis duc de Bar.
- 14 mai : Marguerite de Clèves, noble allemande.
- juin-juillet : Johannes Ciconia, compositeur.
- 3 juin : Léopold IV de Habsbourg, membre de la lignée léopoldinienne de la maison des Habsbourg, duc d'Autriche antérieure.
- 15 juillet : Jean Petit, théologien français, professeur de l'Université de Paris.
- 26 juillet : Élisabeth de Nuremberg, reine de Germanie et électrice consort palatine.
- 14 septembre : Luca Manzoli, cardinal italien.
- 22 septembre : Anne Mortimer, noble anglaise.
- 2 octobre : Antonio Calvi, cardinal italien.
- 4 novembre : Khalil Sultan, dirigeant timouride de Transoxiane.
- 22 novembre: Johann von Egloffstein, prince-évêque de Wurtzbourg.

- Jacob III de Sis, Catholicos de l'Église apostolique arménienne.
- Paolo di Giovanni Fei, peintre italien de l'école siennoise.
- Khalil Sultan, grand émir timouride.

## Crédit d'auteurs
- Cet article est partiellement ou en totalité issu de l'article intitulé « 1411 » (voir la liste des auteurs).